# Alex Alexis
Alex Alexis, pseudonimo di Luigi Giuseppe Maria Giovanni Battista Alessio (Caramagna Piemonte, 8 maggio 1902 – Caramagna Piemonte, 15 aprile 1962), è stato un editore, scrittore e traduttore italiano.
È conosciuto per essere stato il primo traduttore del Voyage au bout de la nuit di Louis-Ferdinand Céline, del quale ha presentato una versione purgata degli elementi più scabrosi per i tipi di Corbaccio (1933). Fu legato per amicizia e ragioni professionali (condividevano lo stesso editore) a Gian Dàuli.